# Pontiac Quality 115
Der Pontiac Quality 115 Serie 25 war ein Mittelklasse-PKW, der im Modelljahr 1939 von Pontiac, einer Marke von General Motors, gefertigt wurde.
1939 wurde parallel zum Deluxe Six wieder ein Einstiegsmodell angeboten. Das Sparmodell war als 2-türiges Coupé mit drei oder fünf Sitzen, als 2- oder 4-türige Limousine mit fünf Sitzen oder als 5-türiger Kombi mit acht Sitzen erhältlich. Der Wagen war kleiner als der Deluxe dieses Jahres und hatte zwar eine andere Front, aber den gleichen Motor. Anstatt des typischen „Silver Streak“-Designs hatten die Wagen vier Sektionen aus je 3 horizontalen Chromstäben, die sich um die Front des Motorraumes erstreckten.
Wie der Deluxe war der Quality 115 mit einem seitengesteuerten Sechszylinder-Reihenmotor mit 3649 cm³ Hubraum ausgestattet, der 85 bhp (62,5 kW) bei 3520 min−1 abgab. Die Motorkraft wurde über eine Einscheiben-Trockenkupplung, ein vollsynchronisiertes Dreiganggetriebe mit Lenkradschaltung und eine Kardanwelle an die Hinterräder weitergeleitet. Die Wagen hatten hydraulische Bremsen an allen vier Rädern, die als Stahlscheibenräder ausgeführt waren. Der Quality 115 hatte – wie der Deluxe – Einzelradaufhängung vorne.
Im Folgejahr ersetzte das Modell Special den „Quality 115“. Im einzigen Produktionsjahr waren 55.736 Wagen entstanden.